# Chad Smith
Chad Smith (Saint Paul, Minnesota, 1961. október 25. –) a Red Hot Chili Peppers
rockegyüttes dobosa.

## Életrajza
Korán elkezdett dobolni, és ugyan 17 éves korától már többféle munkát is elvállalt, egyik sem a zenéléssel volt kapcsolatos, így egyiket sem szerette túlzottan. Az egyetlen, amivel foglalkozni akart, az a dobolás volt. 1980-ban a Bloomfield Hill's Lasher High School-ban végzett, ennek befejezése után sok kisebb együttesben játszott.
Toby Redd zenekarában való zenélés után már igen jó nevű dobosnak számított. A Red Hot Chili Peppers-t lenyűgözte a tudása, így 1989 márciusában ő is csatlakozhatott. A stílusa nagyon illett az RHCP-éhez, így hamar teljes értékű Chili Pepper tudott lenni.
Mindig olyan ember volt, aki két lábbal áll a földön, nem kerget illúziókat, és mindig igazi családias érzést tudott kialakítani az együttesen belül.
A legnagyobb hatással a következő együttesek voltak rá: Kiss, Led Zeppelin, Keith Moon, Mitch Mitchell, Black Sabbath, Jimi Hendrix, Van Halen, The Who, Motown, P-Funk, Buddy Rich, John Bonham.
Részt vett a Private Parts (Intim részek) c. film zenéjének elkészítésében is. Sokat kosarazott a Pearl James Eddie Vedderrel. Flea-hez és Anthonyhoz hasonlóan nagy kosárlabda rajongó, kedvenc csapata a Detroit Pistons.
1997-ben feleségül vette Maria St John-t, március 3-án megszületett lányuk, Manon St. John Smith.
Később elváltak, 2004 tavaszán újra megnősült.
A Guinness rekordok könyvébe is bekerült, mivel ő játszik a legnagyobb (308 részes) dobfelszerelésen.
Mikor Dave Navarro már nem volt Chili Pepper, alakítottak egy „Spread” nevű duót.

## Közreműködött
- Glenn Hughes/Joe Lynn Turner – Hughes Turner Project 2 – Losing My Head (2003)
- Alright – Jamiroquai (1997)
- Private Parts (1997)
- Blue Moon Swamp – John Fogerty (1997)
- Monkey On Rico – Thermadore (1996)
- Dangerous Madness – Wayne Kramer (1996)
- Grace Of My Heart (1996)
- 1000 Fires – Traci Lords (1995)
- Working Class Hero: A Tribute To John Lennon (1995)
- Means to An End: The Music Of Joy Division (1995)
- Fruit Of Life – Wild Colonials (1994)
- Buffy The Vampire Slayer (1992)
- Mood Ring – Second Self (1990)
- In The Light – Toby Redd (1986)
- Twist Inside – Twenty Mondays (1986)